# Fredhellig
Fredhellig (af oldnord. friðheilagr) er primært et juridisk begreb, som henviser til en person eller et sted, som ikke kan krænkes ustraffet.

## Kirkens fredhellighed
Da kristendommen blev indført som statsreligion i romerriget under Kejser Theodosius den Store, blev kirkens fredhellighed juridisk bindende, enhver kunne derefter søge tilflugt i kirken og få asyl. Af samme grund blev der i middelalderen oprettede separate våbenrum til kirkerne, hvor kirkegængere var forpligtet til at aflægge deres våben, inden de indtrådte i det indviede rum. Fredhelligheden betød imidlertid ikke, at man var sikret mod staten, blot at enhver udhentning fra kirken skulle forløbe fredeligt. Den tyske reformator, Martin Luther, gjorde op med tanken, om at kirken skulle være mere hellig end det almindelige rum og derfor blev kirkeasylet ophævet som juridisk begreb i Danmark.

## Kongens fredhellighed
I Danmark er det juridisk set kun Kongehuset, der er omfattet af begrebet fredhellig.
F.eks. står der i Den danske grundlov følgende: §13: Kongen er ansvarsfri; hans person er fredhellig. Dvs. at kongehuset ikke kan retsforfølges og som sådan er hævet over loven.